# Areia

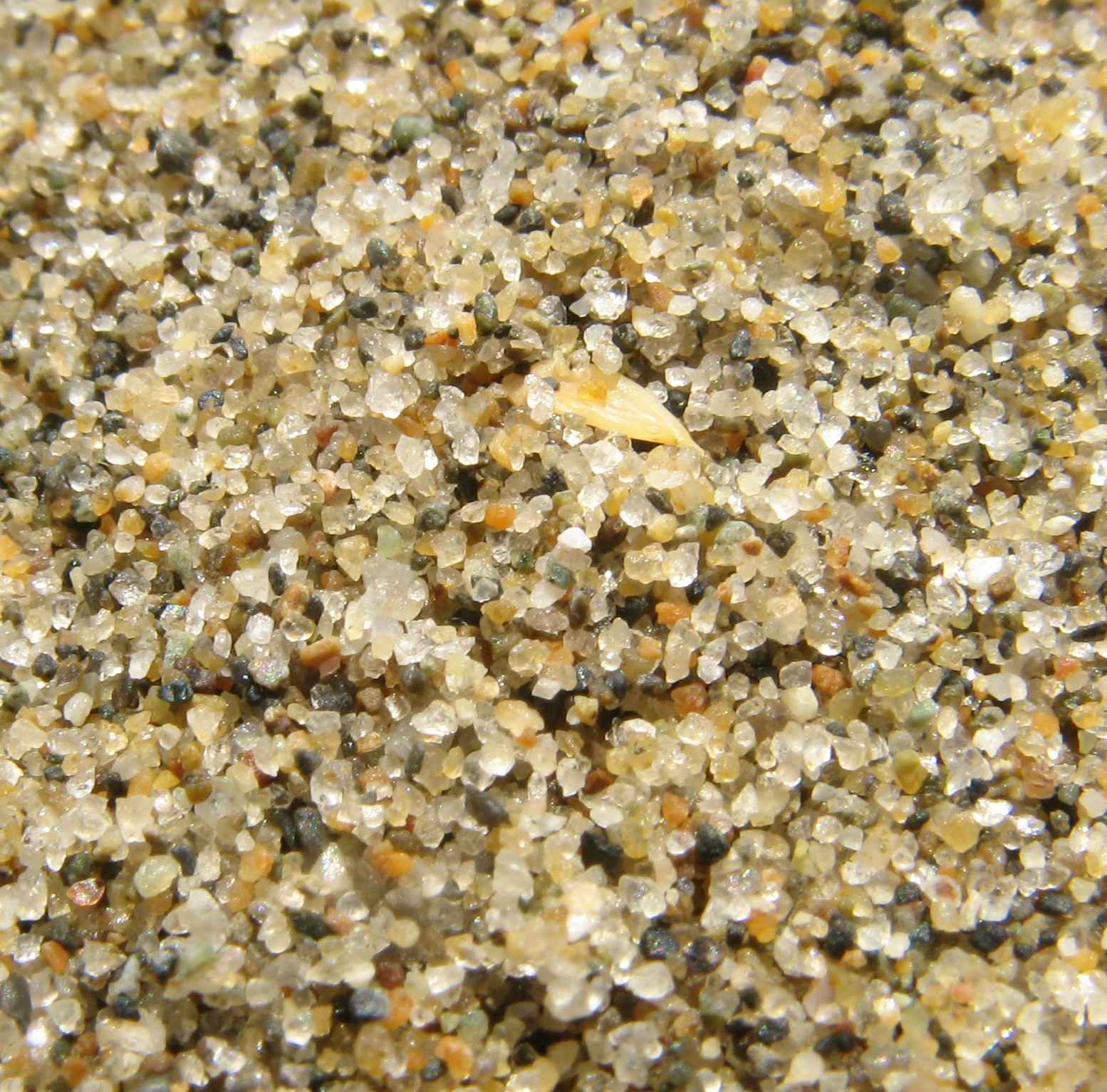
Close-up da areia de uma praia de Vancouver

Areia é um conjunto de partículas de rochas degradadas, um material de origem mineral finamente dividido em grânulos ou granito, composto basicamente de dióxido de silício, com 0,063 a 2 mm.
Forma-se à superfície da Terra pela fragmentação das rochas por erosão, por ação do vento ou da água. Por meio de processos de sedimentação pode ser transformada em arenito.
É utilizada nas obras de engenharia civil, aterros, execução de argamassas, concretos e também na fabricação de vidros. O tamanho de seus grãos tem importância nas características dos materiais que a utilizam como componente.
Constituída por fragmentos de mineral ou de rocha, cujo tamanho varia, conforme a escala de Wentworth, maior que 68 µm (1/16 mm) e menor que 2 mm.

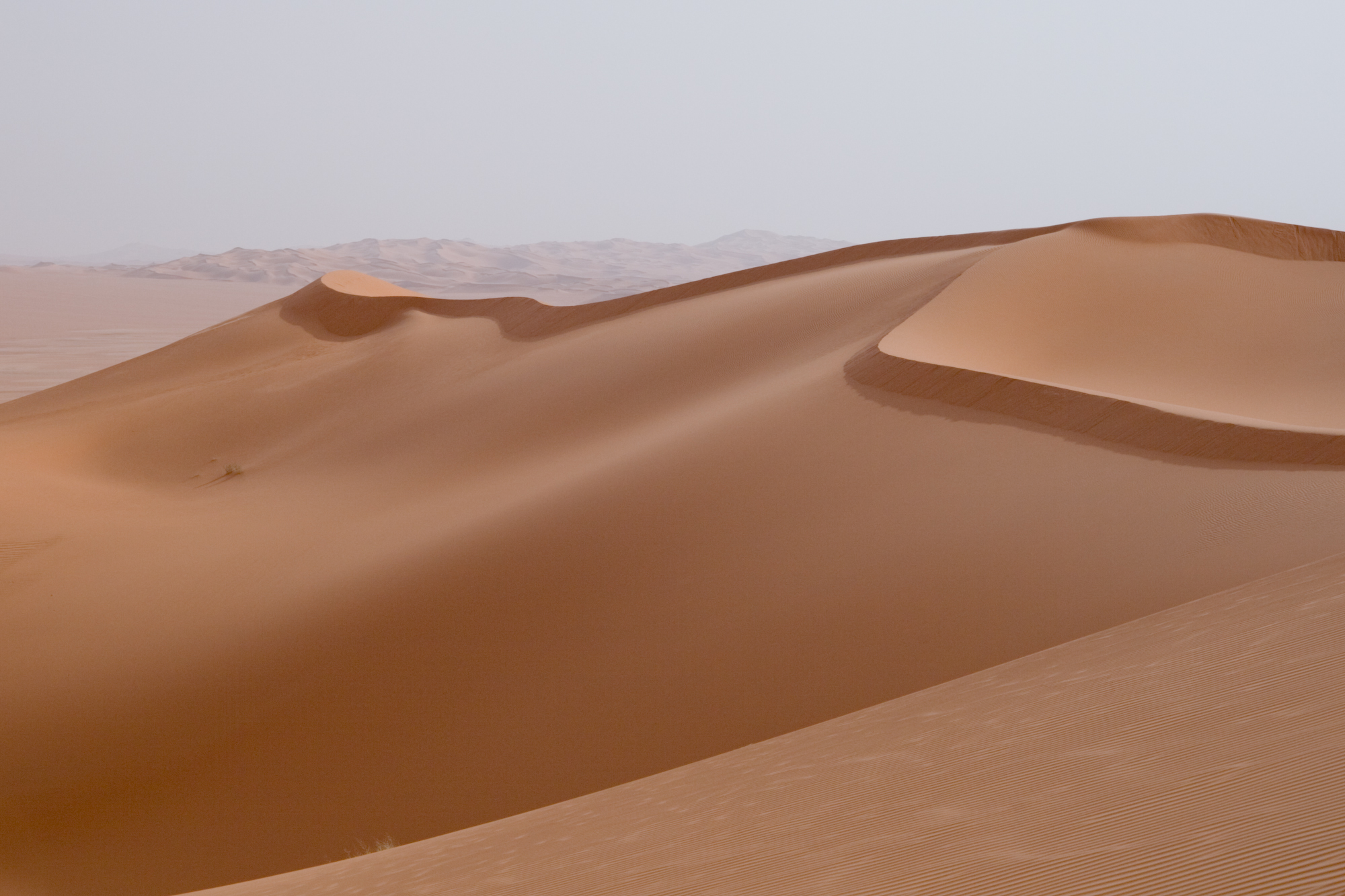
Dunas na Líbia. Uma duna é uma colina formada por areia

## Composição
A areia é composta por rochas e minerais, principalmente quartzo (dióxido de silício, SiO2), mas dependendo da composição da rocha da qual é originária, pode agregar outros minerais como: feldspato, mica, zircão, magnetita, ilmenita, monazita, cassiterita, entre outros.

## Plantações
Como tem menor área de superfície em relação à argila e outras partículas menores do solo, a areia possui capacidade relativamente pequena de retenção de nutrientes no solo, que são lixiviados com facilidade. Possui ainda poros bastante grandes, perdendo água por gravidade facilmente, sendo o solo arenoso geralmente seco. A pouca coesão entre suas partículas ainda o torna especialmente suscetível a erosão. Tudo isto condiciona que um solo com teores altos de areia precisa de uma série de precauções quanto à adubação, que não pode ser aplicada de uma vez só no plantio, controle de erosão e, por vezes, irrigação.

## Divisão granulométrica

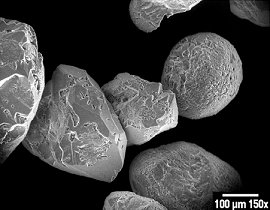
Microângulos de areia com 100 µm de tamanho, fotografados por um microscópio eletrônico

O tamanho de areia, segundo a NBR 7211/83, divide-se, granulometricamente, em:
- areia fina (entre 0,06 mm e 0,2 mm);
- areia média (entre 0,2 mm e 0,6 mm);
- areia grossa (entre 0,6 mm e 2,0 mm).

## Formas de extração
Normalmente é extraída do fundo dos mares e das praias com dragas, chamado dragagem, pode ser lavada em seguida, peneirada e posta para secar e utilizada conforme sua granulação.
Sua extração pode contribuir para o meio ambiente, pois em algumas situações o processo de extração contribui para o desassoreamento dos leitos dos rios onde é realizado, quando há o devido acompanhamento por especialistas.

## Usos

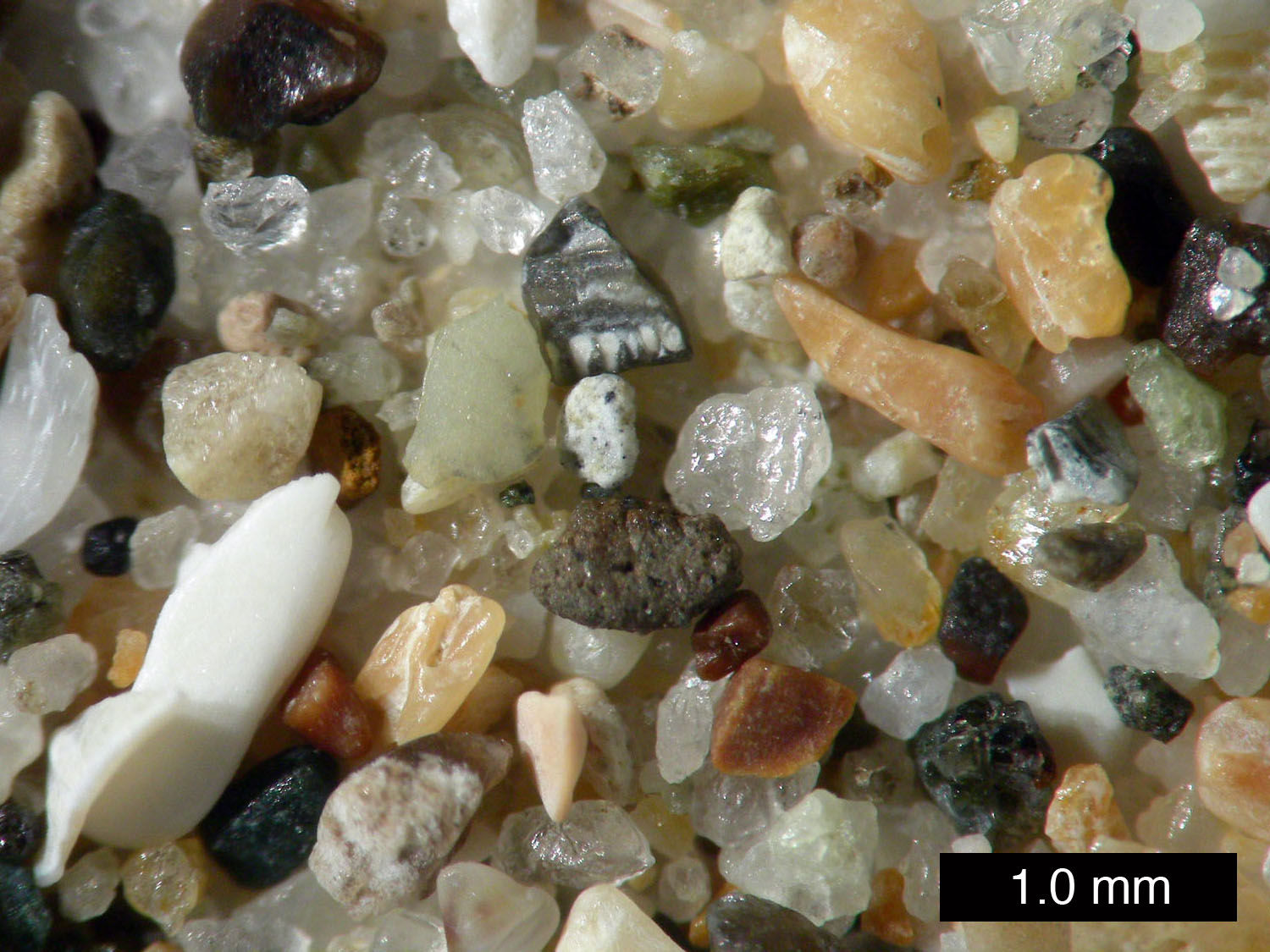

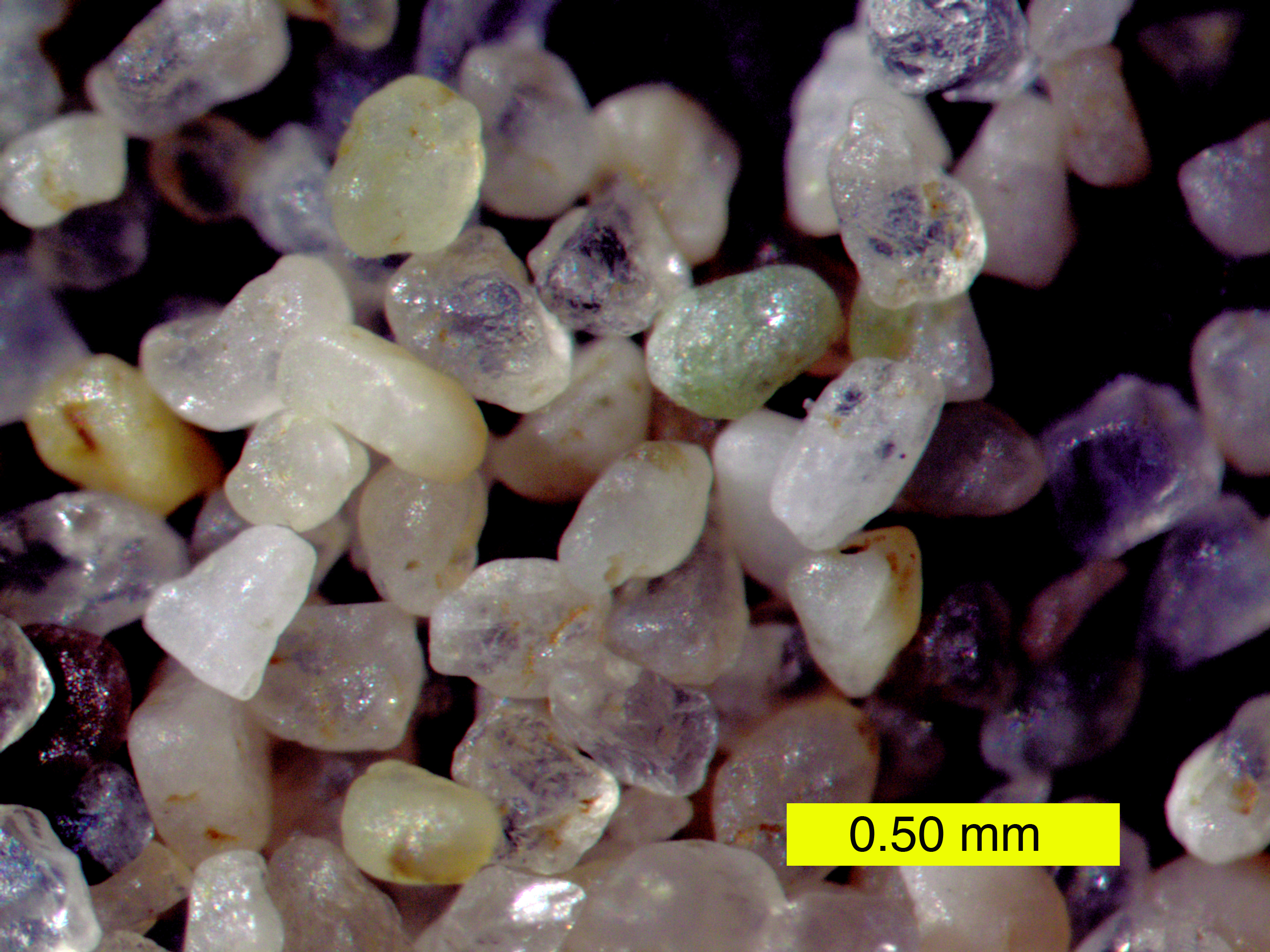

- A areia é geralmente o principal componente do concreto.
- É o principal componente na produção de vidro.
- Em nevascas ou quando há presença de gelo, a areia é espalhada nas estradas para dar maior tração aos pneus evitando acidentes.
- Fábricas de tijolos utilizam areia como aditivo à mistura de argila para o fabrico de tijolos.
- A areia é muitas vezes misturada com tinta para criar um acabamento texturizado para paredes e tetos ou uma superfície não escorregadia ao chão.
- Areia fina é usada, junto com outras substâncias, como composto de filtros de água.
- Solos arenosos são ideais para certos tipos de culturas, como melancia, pêssegos, e amendoim e muitas vezes são preferidas para a produção leiteira intensiva devido às suas excelentes características de drenagem.
- A areia é utilizada em paisagismo para fazer pequenas colinas e declives (por exemplo, na construção de campos de golfe).
- Sacos de areia são usados para proteção contra inundações e, eventualmente, contra armas de fogo. Os sacos podem ser facilmente transportados quando vazios e, em seguida, preenchidos com areia local.
- Ferrovias usam areia para melhorar a tração das rodas sobre os trilhos.
- Areia é usada como peso para diversos usos, como, por exemplo, pesos de academia e o componente interno do suporte das fitas adesivas de escritório.
- Areia é largamente utilizada na fabricação de argamassas para piso e reboco.
- Areia do deserto poderia ser utilizada em instalações de energia solar concentrada para armazenar energia térmica até 1000 °C.[2]
- Pode ser usada, ainda, para abafamento de uma chama, sendo usada em incêndios do tipo A (não muito recomendada), B e D.

## Areia artificial
Nem todas as jazidas de areia do Brasil possuem grande tempo de exploração, em algumas regiões não se encontra mais areia natural. Como alternativa, passou-se a utilizar a areia artificial que é produzida a partir da britagem de rochas. Esta areia possui grãos mais alongados e está livre de impurezas orgânicas, por este motivo novos estudos surgem sobre este agregado avaliando suas propriedades quando utilizado em concretos e argamassas.

## Areia reciclada
A areia reciclada é proveniente de resíduos da construção civil de classe ‘A’. Com características semelhantes às da areia lavada, é uma alternativa economicamente mais vantajosa que pode ser usada no assentamento de alvenaria de vedação, execução de calçadas, revestimentos e contrapisos. Entretanto, não deve ser empregada em funções estruturais.